# Żurawina

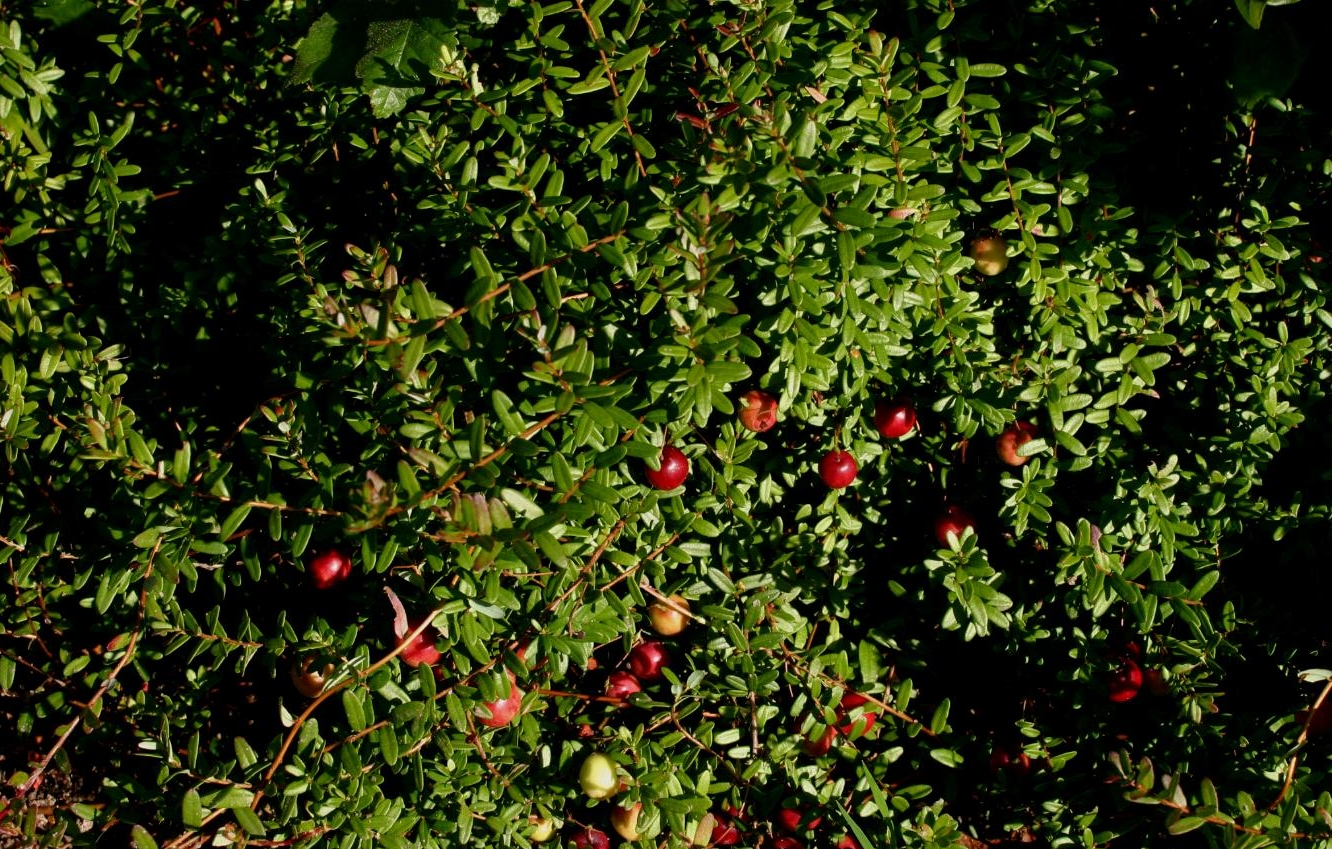
Żurawina wielkoowocowa

Żurawina (Vaccinium sect. Oxycoccus; dawniej Oxycoccus) – rośliny dawniej wyodrębniane jako rodzaj z rodziny wrzosowatych (Ericaceae), od lat 80. XX wieku w światowej literaturze botanicznej opisywane już raczej tylko jako sekcja lub podrodzaj w obrębie rodzaju borówka (Vaccinium). Do taksonu tego zaliczano dawniej zwykle cztery gatunki, jednak po rewizji taksonomicznej, której wyniki opublikował Sam Vander Kloet w 1983, akceptowane są zwykle tylko dwa – północnoamerykańska żurawina wielkoowocowa (Vaccinium macrocarpon) i żurawina błotna (Vaccinium oxycoccus) rozprzestrzeniona na półkuli północnej. Oba gatunki występują w Polsce, pierwszy jako zadomowiony antropofit, drugi jako gatunek rodzimy. Oba gatunki dostarczają jadalnych owoców służących do wyrobu różnych przetworów, ale istotne znaczenie gospodarcze ma żurawina wielkoowocowa.

## Morfologia
Krzewinki zimozielone, płożące, o długich, nitkowatych pędach. Liście są skrętoległe, sztywne i krótkoogonkowe. Poza pokrojem (większość borówek to wzniesione rośliny zdrewniałe) rośliny z tej sekcji wyróżniają się 4-krotnymi kwiatami wyrastającymi na nitkowatych szypułkach wznoszących się z końców pędów, skupionych po kilka (od 1 do 4). Działki kielicha są drobne. Bardziej okazałe płatki korony są odgięte do tyłu i niezrośnięte. Pręcików jest 8, a pojedynczy słupek jest dolny. Owocem jest wielonasienna jagoda.

## Systematyka
Synonimy taksonomiczne
Schollera A. W. Roth
Pozycja systematyczna
Takson włączany jest jako podrodzaj Oxycoccus do rodzaju borówka (Vaccinium) z rodziny wrzosowatych (Ericaceae). Rodzaj Vaccinium jest taksonem parafiletycznym i wciąż wymaga rewizji taksonomicznej.
Wykaz gatunków
- żurawina błotna[8], borówka błotna[9] (Vaccinium oxycoccos L., syn.: Oxycoccus palustris Pers. Oxycoccus quadripetalus Gilib.)
- żurawina wielkoowocowa[8], borówka wielkoowocowa[15], borówka wielkożurawinowa[9] (Vaccinium macrocarpon Aiton, syn. Oxycoccus macrocarpus (Aiton) Pursh.)

O ile żurawina wielkoowocowa jest wyłącznie diplontem, o tyle żurawina błotna stanowi kompleks poliploidalny. Rośliny diploidalne opisywane były dawniej jako odrębny gatunek – żurawina drobnoowocowa (Vaccinium microcarpum (Turcz. ex Rupr.) Schmalh., synonim: Oxycoccus microcarpus Turcz. ex Rupr.), tetraploid to właściwa (wąsko ujęta) żurawina błotna (Vaccinium oxycoccus L.), a heksaploid wyróżniany był pod nazwą Vaccinium hagerupii (Á. Löve & D. Löve) Ahokas.

## Zastosowanie
Oba gatunki dostarczają jadalnych jagód, z których wyrabia się galaretki i sos żurawinowy stanowiący tradycyjny dodatek do dziczyzny i indyka. Ze względu na silniejszy wzrost i większe owoce (do 20 mm średnicy, podczas gdy żurawina błotna ma jagody do 8 mm średnicy) na większą skalę uprawia się żurawinę wielkoowocową. Wykorzystywana jest także w kosmetologii i medycynie.